# Socot
Socot Târgu Mureș este o companie de construcții hidrotehnice din România.
Acționarii principali ai societății sunt Eugen-Laurean Popa, președintele și directorul general al societății, cu 21,57% din capital, Adrian Andrici, cu 20,8%, Apostol Sorin, cu o deținere de 14,38% din acțiuni și Asociatia Salariaților, cu 21,44%.
Titlurile Socot Târgu Mureș se tranzacționează la categoria de bază a pieței Rasdaq, secțiunea XMBS, sub simbolul SCTO.
Cifra de afaceri în 2006: 82,4 milioane lei (25,5 milioane euro)